# 131ª Divisione corazzata “Centauro”
Die 131ª Divisione corazzata “Centauro” (italienisch für 131. Panzerdivision „Centauro“) war ein militärischer Großverband des Königlich-Italienischen Heeres im Zweiten Weltkrieg.

## Geschichte

### Aufstellung
Die 131. Panzerdivision „Centauro“ wurde am 20. April 1939 in Siena aus der I. Panzerbrigade aufgestellt. 

### Verlegung nach Albanien
Noch im Sommer 1939 wurde die von General Giovanni Magli befehligte Division in das vom faschistischen Italien besetzte Albanien verlegt und dem Truppenoberkommando Albanien (italienisch Comando Superiore Truppe Albania) unterstellt.

### Griechenland-Feldzug
Beim Angriff auf Griechenland am 18. Oktober 1940 unterstand sie dem neu aufgestellten Armeekorps “Ciamuria”, das den Hauptstoß des italienischen Angriffes im Epirus durch die Täler des Drino und Vjosa trug. 

#### Durchbruchskämpfe am Kalamas
Als der italienische Vorstoß am Kalamas am 31. Oktober ins Stocken geriet, wurde der Panzerdivision Centauro die Aufgabe übertragen die griechische Hauptwiderstandslinie zu durchbrechen. Durchbruchsversuche am 2. 3. und 5. November scheiterten jedoch unter schweren Verlusten.

#### Nachhutgefechte
Während der am 8. November 1940 begonnenen griechischen Gegenoffensive und dem Rückzug der italienischen Truppen verteidigte die Division die Frontabschnitte Këlcyra und Tepelena. Sie unterstand nun der neu aufgestellten 11. Armee. In den verlustreichen Abwehrkämpfen musste das aufgeriebene 5. Bersaglieri-Regiment durch das 1. Bersaglieri-Regiment ausgetauscht werden. 

#### Auffrischung
Mitte Dezember 1940 wurde die Division mit Panzern des Typs M13/40 verstärkt. 

#### Schlacht von Berat
Während der Schlacht von Berat erlitt die Division bei einer italienischen Gegenoffensive Ende Januar 1941 bei Këlcyra schwere Verluste. Im Februar 1941 wurde die gesamte Division zur Auffrischung aus der Front genommen. 

#### Frühjahrsoffensive 1941
Bei der im März fehlgeschlagenen italienischen Frühjahrsoffensive unterstützte die Division die Angriffe der Infanterie-Division Siena nördlich von Këlcyra in der Schlacht auf Kote 731.

### Jugoslawien-Feldzug
Nach dem Jugoslawischen Staatsstreich am 27. März 1941 wurde die Division am 31. März nach Shkodra an die albanisch-jugoslawische Grenze verlegt. 

#### Abwehrkämpfe im Raum Shkodra
Nach Beginn des Balkanfeldzuges am 7. April wehrte 131. Panzerdivision „Centauro“ am 13. und 14. April einen Angriff der jugoslawischen 15. Infanterie-Division „Zetska“ nordwestlich von Shkodra ab.

#### Vorstoß auf Dubrovnik
Am 15. April durchbrach die Division im Verband des XVII. Armeekorps die jugoslawischen Linien bei Koplik und marschierte zusammen mit der Infanterie-Division Marche auf Dubrovnik, das zwei Tage später zusammen mit von Norden kommenden Verbänden der 2. Armee besetzt werden konnte. 

#### Verlegung nach Griechenland
Nach der jugoslawischen Kapitulation kehrte die Division auf den griechischen Kriegsschauplatz zurück.

#### Rückverlegung nach Italien
Zwischen Mai und Juni 1941 wurde sie von Griechenland nach Italien verschifft.
Vom Beginn des Griechenlandfeldzuges bis zur Rückkehr nach Italien hatte die Division über 2000 Verluste, darunter über 200 Tote, zu beklagen.

### Auffrischung 1942
Nach der Rückkehr nach Italien wurde die Division ab September 1941 in Norditalien praktisch neu aufgestellt. 

#### Verlegung nach Libyen
Mit 1. März 1942 löste General Giorgio Carlo Calvi di Bergolo General Gavino Pizzolato als Oberbefehlshaber ab. Im August des gleichen Jahres wurde sie dem XXII. Armeekorps unterstellt und ab September sie schrittweise nach Italienisch-Libyen verlegt. Bei der Überfahrt gingen durch Luft- und Seeangriffe der Alliierten mehrere Transportschiffe verloren, so dass die für die Verteidigung der libyschen Westgrenze bestimmte Division nicht mehr in voller Stärke zum Einsatz kam.

#### Einsatz von Truppenteilen
Zudem wurden die in Nordafrika angelangten Einheiten gleich an die Front verlegt und größeren Verbänden angeschlossen. Ein Großteil der Panzer der Centauro vom 31. Panzer-Regiment gelangten auf diese Weise zur Gruppierung Cantaluppi, eine der Kampfgruppen, aus der das während der Zweiten Schlacht von El Alamein fast zerschlagene XX. Armeekorps zusammengeflickt wurde. Mit der nach ihrem Kommandeur benannten Gruppierung Cantaluppi nahm die Panzer der Centaura an den Rückzugskämpfen aus Libyen statt.

### Wiederaufstellung 1943
Im Januar 1943 wurde die 131. Panzerdivision „Centauro“ aus Resten der Cantaluppi und anderen Verbänden neu aufgestellt.

### Tunesien
Im Tunesienfeldzug stand die Division Anfang Januar 1943 südlich von Sfax und unterstand zunächst dem Oberkommando der Streitkräfte Libyens und dann dem XXX. Armeekorps, das der deutschen 5. Panzerarmee unterstand. 

#### Schlacht am Kasserinpass
Mit Letzterer nahm die Division Mitte Februar 1943 im Rahmen der Schlacht am Kasserinpass am „Unternehmen Morgenluft“ und der Einnahme von Gafsa teil. 

#### Einteilung in Kampfgruppen
Nach der Einnahme von Gafsa wurde die Division in mehrere Kampfgruppen aufgeteilt und mit verschiedenen Aufgaben betraut. Die Panzereinheiten der Division wurden der Kampfgruppe Deutsches Afrikakorps angeschlossen und waren am Angriff auf den Kasserinpass beteiligt. Die anderen motorisierten Kampfeinheiten der Division stießen mit der deutschen 10. Panzer-Division auf Thala vor. Nach der gescheiterten Offensive am Kasserinpass zogen sich die Reste der Division nach Gafsa zurück. 

#### Schlacht um die Mareth-Linie
In der Schlacht um die Mareth-Linie konnten die Reste der Division den Angriff des von US-General George S. Patton befehligten II. US-Korps im Abschnitt Gafsa am 20. März 1943 bis zur fast vollständigen Vernichtung und der Ablösung durch die deutsche 21. Panzer-Division zwölf Tage lang erfolgreich abwehren. 

### Verwendung der Reste der Division
Die wenigen verblieben Panzer wurden anschließend der deutschen 10. Panzer-Division und die Bersaglieri-Einheiten der Kampfgruppe Manteuffel angeschlossen. Am 18. April 1943 wurde die 131. Panzerdivision „Centauro“ in Enfidha offiziell aufgelöst.

### Traditionsübernahme
Nach dem Zweiten Weltkrieg wurde 1951 mit der Brigata corazzata “Centauro” eine Panzerbrigade mit gleichen Namen aufgestellt.

## Kommandeure
- General Giovanni Magli (1939–1941)
- General Gavino Pizzolato (1941–1942)
- General Giorgio Carlo Calvi di Bergolo (1942–1943)

Quelle

## Unterstellung und Gliederung

### Unterstellung
- 1939–1940
  - XXVI. Armeekorps / Comando Superiore Truppe Albania
- Oktober – November 1940
  - Armeekorps “Ciamuria”
  - XXV. Armeekorps, 11. Armee
- November –  Dezember 1940
  - XXV. Armeekorps, 11. Armee
- Januar – Februar 1941
  - Comando Superiore Forze Armate Albania
- März – April 1941
  - XVII. Armeekorps
- Mai – Juni 1941
  - Comando Superiore Forze Armate Albania
- Juli 1941 – Juli 1942
  - verschiedene Armeekorps
- August – November 1942
  - XXII. Armeekorps, 4. Armee
- Dezember 1942 – Februar 1943
  - XXI. Armeekorps, Deutsch-Italienische Panzerarmee
- März – April 1943
  - direkt der 1. Armee unterstellt

Quelle

### Gliederung
- April 1939
  - 31. Panzer-Regiment auf Panzer L3/33
  - 5. Bersaglieri-Regiment
  - 131. Artillerie-Regiment (motorisiert) mit Feldkanone 75/27 Mod. 1911
    - 131. Panzerabwehr-Kompanie mit PaK 47/32 Mod. 1935
    - 131. Genie-Kompanie
      - 131. Sanitäts-Abteilung
      - 131. Nachschub-Abteilung
      - 131. Transport-Abteilung
- Dezember – April 1941
  - Mit 131. Panzer-Regiment verstärkt
- August 1942
  - 31. Panzer-Regiment auf Panzer M14/41
  - 5. Bersaglieri-Regiment
  - 131. Artillerie-Regiment (motorisiert) zum Teil auf Semovente 75/18
    - Aufklärungspanzer-Gruppe „Cavalleggeri di Lodi“
    - CXXXVI. Panzerabwehr-Bataillon
    - XXI. Genie-Bataillon
      - 131. Sanitäts-Abteilung
      - 131. Nachschub-Abteilung
      - 131. Transport-Abteilung

Quelle